# День прання Мейбл і Фатті
«День прання Мейбл і Фатті» (англ. Mabel and Fatty's Wash Day) — американська короткометражна кінокомедія Роско Арбакла 1915 року.

## Сюжет
Фатті і Мейбл — сусіди. Вони знаходять спільну мову і вирішують спільно провести час.

## У ролях
- Мейбл Норманд — Мейбл
- Роско «Товстун» Арбакл — Фатті
- Г. Маккой — чоловік Мейбл
- Еліс Девенпорт — дружина Фатті
- Джо Бордо — поліцейський
- Джиммі Браянт — офіціант
- Люк  Дог — пес